# چامبرزبورگ (ایلینوی)
چامبرزبورگ (به انگلیسی: Chambersburg) یک منطقهٔ مسکونی در ایالات متحده آمریکا است که در ایلینوی واقع شده‌است.